# アウルサウンドワークス
アウルサウンドワークス株式会社は、映画・TVの選曲、音響効果制作会社。2009年10月、旧ウィーヴァーズ株式会社から業務を一新し、辻田昇司が中心となって設立した。

## 主な所属スタッフ
- 辻田昇司
- 三田兼玄
- 岩熊展史

## 主な担当作品

### TVドラマ
（＊旧ウィーヴァーズクレジットの作品も含む）
- お坊っチャマにはわかるまい! シリーズ (TBS)－1986年 ※辻田昇司・選曲担当
- 男女7人夏物語 シリーズ (TBS)－1986年 ※辻田昇司・選曲担当
- モナリザたちの冒険 シリーズ (TBS)－1987年 ※辻田昇司・選曲担当
- 男女7人秋物語 シリーズ (TBS)－1987年 ※辻田昇司・選曲担当
- 痛快!ロックンロール通り シリーズ (TBS)－1988年 ※辻田昇司・選曲担当
- 君が嘘をついた シリーズ (CX)－1988年 ※辻田昇司・選曲担当
- 君の瞳に恋してる シリーズ (CX)－1989年 ※辻田昇司・選曲担当
- 同・級・生 シリーズ (CX)－1989年 ※辻田昇司・選曲担当
- オイシーのが好き! シリーズ (TBS)－1989年 ※辻田昇司・選曲担当
- こちら芝浦探偵社 シリーズ (TBS)－1989年 ※辻田昇司・選曲担当
- 俺たちの時代 シリーズ (TBS)－1989年 ※辻田昇司・選曲担当
- 想い出にかわるまで シリーズ (TBS)－1990年 ※辻田昇司・選曲担当
- キモチいい恋したい! シリーズ (CX)－1990年 ※辻田昇司・選曲担当
- クリスマス・イブ シリーズ (TBS)－1990年 ※辻田昇司・選曲担当
- 世界で一番君が好き! シリーズ (CX)－1990年 ※辻田昇司・選曲担当
- ホットドッグ シリーズ (TBS)－1990年 ※辻田昇司・選曲担当
- 東京湾ブルース シリーズ (ANB)－1990年 ※辻田昇司・選曲担当
- 101回目のプロポーズ シリーズ (CX)－1991年 ※辻田昇司・選曲担当
- パパとなっちゃん シリーズ (TBS)－1991年 ※辻田昇司・選曲担当
- 結婚したい男たち シリーズ (TBS)－1991年 ※辻田昇司・選曲担当
- 次男次女ひとりっ子物語 シリーズ (TBS)－1991年 ※辻田昇司・選曲担当
- ずっとあなたが好きだった シリーズ (TBS)－1992年 ※辻田昇司・選曲担当
- 誰かが彼女を愛してる シリーズ (CX)－1992年 ※辻田昇司・選曲担当
- あなただけ見えない シリーズ (CX)－1992年 ※辻田昇司・選曲担当
- 素顔のままで シリーズ (CX)－1992年 ※辻田昇司・選曲担当
- 愛するということ シリーズ (TBS)－1993年 ※辻田昇司・選曲担当
- 愛するということ シリーズ (CX)－1993年 ※辻田昇司・選曲担当
- 誰にもいえない シリーズ (TBS)－1993年 ※辻田昇司・選曲担当
- RUN シリーズ (TBS)－1993年 ※辻田昇司・選曲担当
- スウィート・ホーム シリーズ (TBS)－1994年 ※辻田昇司・選曲担当
- ひとの不幸は蜜の味 シリーズ (TBS)－1994年 ※辻田昇司・選曲担当
- 僕が彼女に、借金をした理由。 シリーズ (TBS)－1994年 ※辻田昇司・選曲担当
- 男嫌い シリーズ (TBS)－1994年 ※辻田昇司・選曲担当
- ボクの就職 シリーズ (TBS)－1994年 ※辻田昇司・選曲担当
- 長男の嫁 シリーズ (TBS)－1994年 ※辻田昇司・選曲担当
- おれはO型・牡羊座 シリーズ (CX)－1994年 ※辻田昇司・選曲担当
- 部屋においでよ シリーズ (TBS)－1995年 ※辻田昇司・選曲担当
- 愛していると言ってくれ シリーズ (TBS)－1995年 ※辻田昇司・選曲担当
- ジューン・ブライド シリーズ (TBS)－1995年 ※辻田昇司・選曲担当
- Age,35 恋しくて シリーズ (CX)－1996年 ※辻田昇司・選曲担当
- その気になるまで シリーズ (CX)－1996年 ※辻田昇司・選曲担当
- 真昼の月 シリーズ (TBS)－1996年 ※辻田昇司・選曲担当
- ひとり暮らし シリーズ (TBS)－1996年 ※辻田昇司・選曲担当
- バージンロード シリーズ (CX)－1997年 ※辻田昇司・選曲担当
- 理想の結婚 シリーズ (TBS)－1997年 ※辻田昇司・選曲担当
- いちばん大切なひと シリーズ (TBS)－1997年 ※辻田昇司・選曲担当
- 最後の恋 シリーズ (TBS)－1997年 ※辻田昇司・選曲担当
- 青い鳥 シリーズ (TBS)－1997年 ※辻田昇司・選曲担当
- 不機嫌な果実 シリーズ (TBS)－1997年 ※辻田昇司・選曲担当
- GTO シリーズ (CX)－1998年 ※辻田昇司・選曲担当
- Sweet Season シリーズ (TBS)－1998年 ※辻田昇司・選曲担当
- 先生知らないの? シリーズ (TBS)－1998年 ※辻田昇司・選曲担当
- ラブとエロス シリーズ (TBS)－1998年 ※辻田昇司・選曲担当
- あきまへんで! シリーズ (TBS)－1998年 ※辻田昇司・選曲担当
- 外科医・夏目三四郎 シリーズ (ANB)－1998年 ※辻田昇司・選曲担当
- 天国に一番近い男 シリーズ (TBS)－1999年 ※辻田昇司・選曲担当
- L×I×V×E シリーズ (TBS)－1999年 ※辻田昇司・選曲担当
- 週末婚 シリーズ (TBS)－1999年 ※辻田昇司・選曲担当
- グッドニュース シリーズ (TBS)－1999年 ※辻田昇司・選曲担当
- 救急ハート治療室 シリーズ (CX)－1999年 ※辻田昇司・選曲担当
- 氷の世界 シリーズ (CX)－1999年 ※辻田昇司・選曲担当
- ビューティフルライフ シリーズ (TBS)－2000年 ※辻田昇司・選曲担当
- バスストップ シリーズ (CX)－2000年 ※辻田昇司・選曲担当
- 真夏のメリークリスマス シリーズ (TBS)－2000年 ※辻田昇司・選曲担当
- 昔の男 シリーズ (TBS)－2001年 ※辻田昇司・選曲担当
- Love Story シリーズ (TBS)－2001年 ※辻田昇司・選曲担当
- 非婚家族 シリーズ (CX)－2001年 ※辻田昇司・選曲担当
- しあわせのシッポ シリーズ (TBS)－2002年 ※辻田昇司・選曲担当
- First Love シリーズ (TBS)－2002年 ※辻田昇司・選曲担当
- 薔薇の十字架 シリーズ (CX)－2002年 ※辻田昇司・選曲担当
- 年下の男 シリーズ (TBS)－2003年 ※辻田昇司・選曲担当
- あなたの人生お運びします! シリーズ (TBS)－2003年 ※辻田昇司・選曲担当
- それは、突然、嵐のように… シリーズ (TBS)－2004年 ※辻田昇司・選曲担当
- オレンジデイズ シリーズ (TBS)－2004年 ※辻田昇司・選曲担当
- 離婚弁護士 シリーズ (CX)－2004年 ※辻田昇司・選曲担当
- 汚れた舌 シリーズ (TBS)－2005年 ※辻田昇司・選曲担当
- 今夜ひとりのベッドで シリーズ (TBS)－2005年 ※辻田昇司・選曲担当
- 夫婦道 シリーズ (TBS)－2007年 ※辻田昇司・選曲担当
- 一瞬の風になれ シリーズ (CX)－2008年 ※辻田昇司・選曲担当
- キャットストリート シリーズ (NHK)－2008年 ※辻田昇司・選曲担当
- SCANDAL シリーズ (TBS)－2008年 ※辻田昇司・選曲担当
- BOSS シリーズ 1stシーズン(CX)－2009年 ※辻田昇司・選曲担当
- 3年B組金八先生 シリーズ4～8 (TBS)－1995年～2007年 ※辻田昇司・選曲担当
- 恋うたドラマSP（TBS）－2009年 ※辻田昇司（『三日月』）選曲担当、岩熊展史・音響効果担当
- 夏うたドラマSP 幸せの贈り物（TBS）－2009年 ※辻田昇司・選曲担当、岩熊展史・音響効果担当
- TOGETHER (映画) －2009年 ※辻田昇司・選曲担当、岩熊展史・音響効果担当
- 誰かが嘘をついている（CX）－2009年 辻田昇司・選曲担当、三田兼玄・音響効果担当
- 内田康夫旅情サスペンス岡部警部シリーズ(4) シーラカンス殺人事件（CX）－2009年 辻田昇司・選曲担当、岩熊展史・音響効果担当
- 松本清張生誕100年記念作品 駅路 EKIRO（CX）－2009年 ※辻田昇司・選曲担当
- 相棒（ANB）－2007年、2009年～2014年 ※辻田昇司（Season6第10話、Season8～12）、三田兼玄（裏相棒2、Season8,9）選曲担当
- TBSスペシャルドラマ 夏樹静子・作家40周年記念サスペンス特別企画 Wの悲劇（TBS）－2010年 ※辻田昇司・選曲担当
- 八日目の蝉（NHK）－2010年 ※辻田昇司・選曲担当
- モリのアサガオ 新人刑務官と或る死刑囚「絆」の物語（TX）－2010年 ※辻田昇司・選曲担当
- カレ、夫、男友達（NHK）－2011年 ※辻田昇司・選曲担当
- 私は屈しない〜特捜検察と戦った女性官僚と家族の465日（TBS）－2011年 ※辻田昇司・選曲担当
- 灰色の虹（ANB）－2012年 ※辻田昇司・選曲担当
- 信州あづみ野の名刑事 道原伝吉の捜査行 長崎・雲仙・島原 湯煙地獄（TX）－2012年 ※辻田昇司・選曲担当
- 浪花少年探偵団（TBS）－2012年 ※辻田昇司・選曲担当
- つるかめ助産院（NHK）－2012年 亀森素子・辻田昇司・選曲担当、岩熊展史・音響効果担当
- リセット～本当のしあわせの見つけ方～（MBS）－2012年 辻田昇司・選曲担当、岩熊展史・音響効果担当
- 松本清張没後20年スペシャル 寒流（TBS）－2012年 辻田昇司・選曲担当
- 水曜ミステリー9 温泉女将ふたりの事件簿2 日光鬼怒川殺人ライン（TX）－2013年 辻田昇司・選曲担当、岩熊展史・音響効果担当
- G1 DREAM（BSフジ）－2013年 辻田昇司・選曲担当、岩熊展史・音響効果担当
- 最も遠い銀河（ANB）－2013年 辻田昇司・選曲担当
- ソドムの林檎〜ロトを殺した娘たち（WOWOW）－2013年 辻田昇司・選曲担当
- 春のドラマ特別企画「母。わが子へ」（MBS）－2013年 辻田昇司・選曲担当、岩熊展史・音響効果担当
- 配達されたい私たち（WOWOW）－2013年 辻田昇司・選曲担当
- ヴァンパイア・ヘヴン（TX）－2013年 辻田昇司・選曲担当
- 月曜ゴールデン 森村誠一サスペンス「魔性の群像 刑事・森崎慎平」（TBS）－2013年 辻田昇司・選曲担当、岩熊展史・音響効果担当
- 激流 (柴田よしき)（NHK）－2013年 辻田昇司・選曲担当、岩熊展史・音響効果担当
- 秋のドラマ特別企画「命〜天国のママへ〜」（MBS/TBS）－2013年 辻田昇司・選曲担当、岩熊展史・音響効果担当
- 月曜ゴールデン特別企画「SRO 警視庁広域捜査専任特別調査室」（TBS）－2013年 辻田昇司・選曲担当、岩熊展史・音響効果担当
- 水曜ミステリー9 温泉女将ふたりの事件簿3 石和温泉殺人事件（TX）－2014年 辻田昇司・選曲担当、岩熊展史・音響効果担当
- フジテレビ開局55周年特別番組 松本清張スペシャル 時間の習俗 (CX)－2014年 ※辻田昇司・選曲担当、岩熊展史・音響効果担当
- 月曜ゴールデン 森村誠一サスペンス「魔性の群像 刑事・森崎慎平2」（TBS）－2014年 辻田昇司・選曲担当、岩熊展史・音響効果担当
- テレビ東京開局50周年特別企画 「永遠の0」 (TX)－2015年 ※辻田昇司・選曲担当、岩熊展史／水本大介・音響効果担当
- 美しき罠〜残花繚乱〜（TBS）－2015年 辻田昇司・選曲担当
- 牙狼-GARO- -GOLD STORM- 翔 テレビシリーズ版（TX）－2015年 辻田昇司・選曲担当
- 牙狼-GARO- 劇場版「媚空 -ビクウ-」－2015年 辻田昇司・選曲担当
- Eテレ・ジャッジ「谷グチ夫妻」（NHK）－2015年 辻田昇司・選曲担当、岩熊展史・音響効果担当
- 月曜ゴールデン 森村誠一サスペンス「魔性の群像 刑事・森崎慎平3」（TBS）－2015年 辻田昇司・選曲担当、岩熊展史・音響効果担当
- BSプレミアムドラマ「44歳のチアリーダー!!」（NHK）－2015年 辻田昇司・選曲担当、岩熊展史・音響効果担当
- 土曜ワイド劇場「おみやさんスペシャル」第1弾、第2弾（ANB）－2016年2月、10月 辻田昇司・選曲担当
- グッドモーニング・コール（フジテレビオンデマンド、Netflix）－2016年 辻田昇司・選曲担当
- 牙狼-GARO- -魔戒烈伝-（TX）－2016年 辻田昇司・選曲担当
- 水族館ガール（NHK）－2016年 辻田昇司・選曲担当、岩熊展史・音響効果担当
- 愛を乞うひと（YTV）－2017年 辻田昇司・選曲担当、岩熊展史・音響効果担当
- 絶狼-ZERO- -DRAGON BLOOD-（TX）－2017年 辻田昇司・選曲担当
- 月曜名作劇場 森村誠一サスペンス「魔性の群像 刑事・森崎慎平4」（TBS）－2017年 辻田昇司・選曲担当、岩熊展史・音響効果担当
- 冬芽の人（TX）－2017年 辻田昇司・選曲担当、岩熊展史・音響効果担当
- SR サイタマノラッパー〜マイクの細道〜（TX）－2017年 辻田昇司・選曲担当
- 岐阜にイジュー!（名古屋テレビ）－2017年 辻田昇司・選曲担当、岩熊展史・音響効果担当
- イジューは岐阜と（名古屋テレビ）－2018年 辻田昇司・選曲担当
- 月曜名作劇場 森村誠一サスペンス「魔性の群像 刑事・森崎慎平5」（TBS）－2019年 辻田昇司・選曲担当、岩熊展史・音響効果担当
- 特捜9 シリーズ 2019年スペシャル～season3（ANB）－2019年～2020年 辻田昇司・選曲担当

他

### その他
- 爽快ほろ酔いラジオ「麦汁（むぎじる）」（ニコニコチャンネル）－2018年 岩熊展史・演出／音響効果担当、青山耕平・企画